# Jallaucourt
Jallaucourt (Duits: Gellshofen) is een gemeente in het Franse departement Moselle in de regio Grand Est. De gemeente telde 139 inwoners op 1 januari 2022.

## Geschiedenis
Oorspronkelijk behoorde de plaats toe aan het bisdom Metz, maar werd in 1359 als leengoed aan de Heer d'Oriocourt, familie Besange, gegeven tot 1359.
De heerlijkheid werd toen verkocht aan het Hertogdom Lotharingen, waar het een leengoed werd onder de heren van Craincourt, van Rutaut, van Goutnay, van Jallaucourt en ten slotte Greische. De heerlijkheid was ondergeschikt aan het markiezaat Pont-à-Mousson.
Sinds de annexatie van het Hertogdom Lotharingen door het Koninkrijk Frankrijk in 1766 is Jallaucourt Frans.
De gemeente maakte tot 2015 deel uit van het arrondissement Château-Salins en kanton Delme. Toen op 22 maart 2015 het kanton werd opgeheven werden de gemeenten ervan opgenomen in het kanton Le Saulnois. Op 1 januari 2016 fuseerde het arrondissement met het arrondissement Sarrebourg tot het arrondissement Sarrebourg-Château-Salins.

## Geografie
De oppervlakte van Jallaucourt bedraagt 8,41 vierkante kilometer; Op 1 januari 2022 was de bevolkingsdichtheid 16,5 inwoners per km².
De onderstaande kaart toont de ligging van Jallaucourt met de belangrijkste infrastructuur en aangrenzende gemeenten.

## Monumenten en bezienswaardigheden
- grondvesten van een Romeinse villa
- Koetspoort uit 1624, restant van een 17e-eeuws kasteel
- Kasteel van de familie de Greische uit 1788
- Neogotische kerk uit 1860 met piëta uit de 15e eeuw.

## Demografie
Onderstaande figuur toont het verloop van het inwonertal.
Aboncourt-sur-Seille · Achain · Ajoncourt · Alaincourt-la-Côte · Albestroff · Amelécourt · Attilloncourt · Aulnois-sur-Seille · Bacourt · Bassing · Baudrecourt · Bellange · Bénestroff · Bermering · Bezange-la-Petite · Bidestroff · Bioncourt · Blanche-Église · Bourdonnay · Bourgaltroff · Bréhain · Burlioncourt · Chambrey · Château-Bréhain · Château-Salins · Château-Voué · Chenois · Chicourt · Conthil · Craincourt · Cutting · Dalhain · Delme · Dieuze · Domnom-lès-Dieuze · Donjeux · Donnelay · Fonteny · Fossieux · Foville · Francaltroff · Frémery · Fresnes-en-Saulnois · Gelucourt · Gerbécourt · Givrycourt · Grémecey · Guébestroff · Guéblange-lès-Dieuze · Guébling · Guinzeling · Haboudange · Hampont · Hannocourt · Haraucourt-sur-Seille · Honskirch · Insming · Insviller · Jallaucourt · Juvelize · Juville · Lagarde · Laneuveville-en-Saulnois · Lemoncourt · Léning · Lesse · Ley · Lezey · Lhor · Lidrezing · Lindre-Basse · Lindre-Haute · Liocourt · Lostroff · Loudrefing · Lubécourt · Lucy · Maizières-lès-Vic · Malaucourt-sur-Seille · Manhoué · Marimont-lès-Bénestroff · Marsal · Marthille · Molring · Moncheux · Moncourt · Montdidier · Morville-lès-Vic · Morville-sur-Nied · Moyenvic · Mulcey · Munster · Nébing · Neufvillage · Obreck · Ommeray · Oriocourt · Oron · Pettoncourt · Pévange · Prévocourt · Puttigny · Puzieux · Réning · Riche · Rodalbe · Rorbach-lès-Dieuze · Sailly-Achâtel · Saint-Epvre · Saint-Jure · Saint-Médard · Secourt · Salonnes · Sotzeling · Tarquimpol · Tincry · Torcheville · Vahl-lès-Bénestroff · Val-de-Bride · Vannecourt · Vaxy · Vergaville · Vibersviller · Vic-sur-Seille · Vigny · Villers-sur-Nied · Virming · Vittersbourg · Viviers · Vulmont · Wuisse · Xanrey · Xocourt · Zarbeling · Zommange